# 2NE1
2NE1 (tiếng Hàn Quốc: 투애니원) là một nhóm nhạc nữ của Hàn Quốc được thành lập bởi YG Entertainment vào năm 2009. Nhóm bao gồm 4 thành viên: Bom, CL, Dara, và Minzy. Sau khi xuất hiện cùng nhóm nhạc nam Big Bang trong đĩa đơn quảng cáo "Lollipop", nhóm đã trở nên nổi tiếng với việc phát hành mini album cùng tên 2NE1 (2009) và 2NE1 (2011) và các album phòng thu, To Anyone (2010) và Crush (2014); tất cả đều đạt vị trí cao nhất trên ở hai vị trí hàng đầu trên Gaon Album Chart. Nhóm cũng đã tích lũy 9 đĩa đơn quán quân trên Gaon Digital Chart, bao gồm "Go Away", "Lonely", "I Am the Best", "I Love You" và "Come Back Home".
Bài hát chủ đề trong mini album đầu tay của nhóm, "Fire" và "I Don't Care", ngay lập tức đưa nhóm đến với sự chú ý trên toàn quốc, cả hai đĩa đơn đều đạt được nhiều thành công ở Nam Hàn và các khu vực khác của châu Á. "I Don't Care" nhận được giải Bài hát của năm tại Mnet Asian Music Awards năm 2009, đưa nhóm trở thành nhóm nhạc đầu tiên giành được Daesang trong cùng năm ra mắt. Nhóm tiếp tục thành công với album phòng thu đầu tiên To Anyone và mini album thứ hai năm 2011, sản phẩm thứ hai trong số đó đã tạo ra 4 đĩa đơn quán quân trên bảng xếp hạng, "Don't Cry", "Lonely", "I Am the Best" và "Ugly". Sau đĩa đơn "I Love You" năm 2012, nhóm bắt đầu chuyến lưu diễn New Evolution Global Tour, đã dừng chân tại 11 thành phố ở 7 quốc gia của châu Á và Bắc Mỹ, đồng thời đặt một cột mốc quan trọng trong ngành công nghiệp âm nhạc Hàn Quốc khi trở thành chuyến lưu diễn thế giới đầu tiên của một nhóm nhạc nữ K-pop. Album phòng thu cuối cùng Crush của nhóm vào năm 2014 đã trở thành album K-pop có vị trí cao nhất trên Billboard 200 trong hơn 2 năm, đạt vị trí số 61.
Bộ tứ cũng tiến hành sự nghiệp song song ở Nhật Bản, lần đầu tiên phát hành phiên bản tiếng Nhật của mini album thứ hai Nolza (2011), tiếp theo là album phòng thu Collection (2012) và phiên bản tiếng Nhật của Crush (2014). Sau một thời gian dài gián đoạn, Minzy rời nhóm vào tháng 4 năm 2016, trong khi nhóm tan rã cùng với các thành viên còn lại vào tháng 11 năm đó. Đĩa đơn cuối cùng "Goodbye" của nhóm được phát hành vào ngày 21 tháng 1 năm 2017.
Được biết đến với phong cách thời trang độc đáo, khả năng xuất hiện trên sân khấu và thần thái, 2NE1 được coi là một trong những nhóm nhạc nữ Hàn Quốc thành công và nổi tiếng nhất trong suốt sự nghiệp của nhóm. Theo báo cáo, nhóm đã bán được 66,5 triệu bản đĩa, giúp 2NE1 trở thành một trong những nhóm nhạc nữ bán chạy nhất mọi thời đại. Tạp chí Billboard đã xếp hạng 2NE1 là một trong những nhóm nhạc nữ K-pop xuất sắc nhất thập kỷ qua, trong khi The New York Times bình chọn chuyến lưu diễn thế giới New Evolution Global Tour của 2NE1 dừng chân tại Prudential Center ở New Jersey là một trong những "Buổi hòa nhạc xuất sắc nhất năm 2012".

## Lịch sử

### Ra mắt và thành công về mặt thương mại

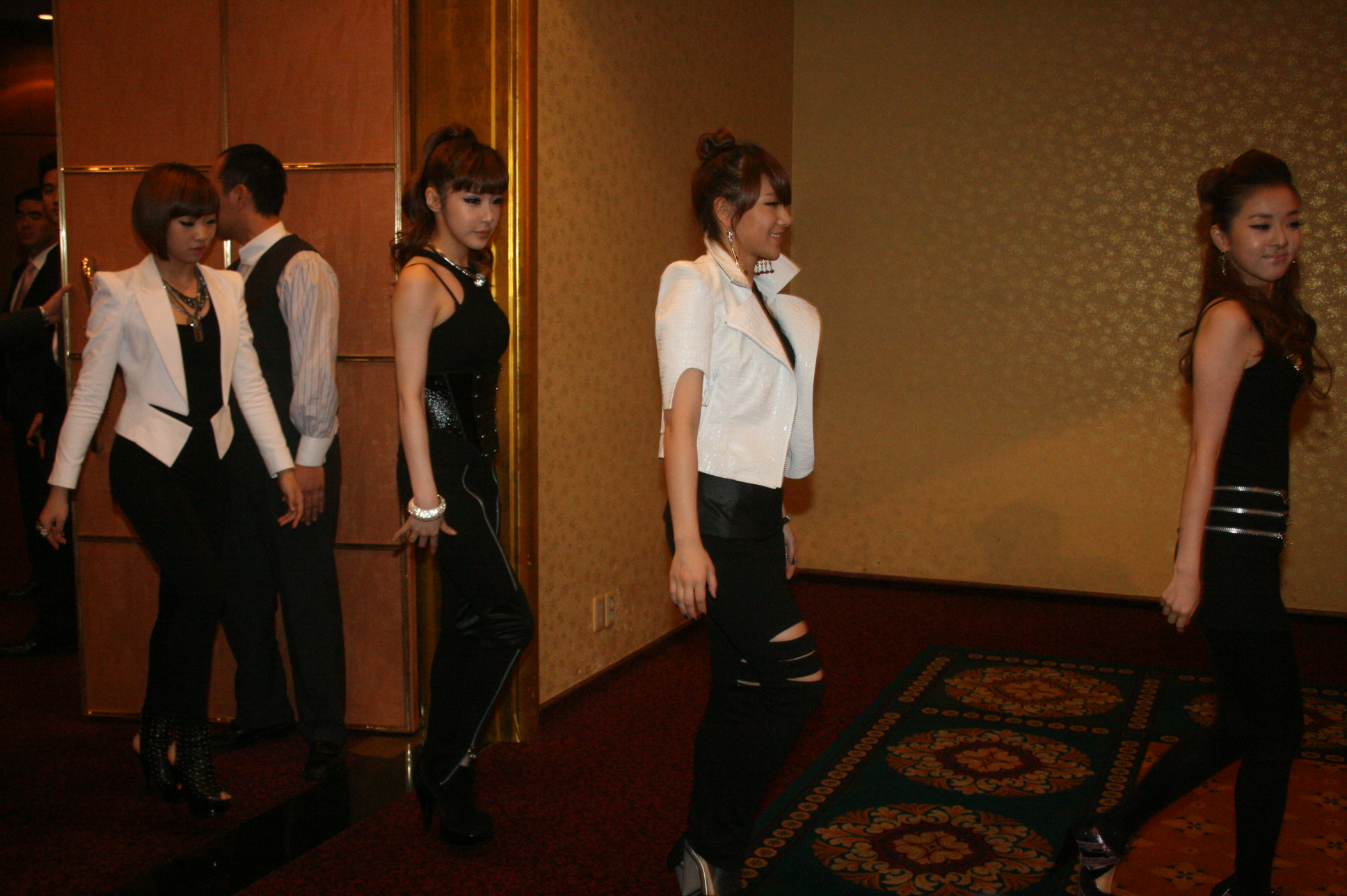
2NE1 tại Asia Song Festival lần thứ 6 vào năm 2009.

Đầu năm 2009, YG Entertainment thông báo rằng một nhóm nhạc nữ bao gồm 4 thành viên sẽ ra mắt vào tháng 5 năm đó. Công ty tuyên bố rằng nhóm đã được đào tạo trong 4 năm và album đầu tay của họ sẽ có các bài hát do cựu trưởng nhóm Teddy Park của 1TYM sản xuất. Tên của nhóm ban đầu được công bố là "21" nhưng do phát hiện ra một ca sĩ trùng tên, nhóm nhanh chóng được đổi tên thành "2NE1". Tên "2NE1" của nhóm là từ viết tắt của "New Evolution of The 21 Century" và có cách phát âm trong tiếng Hàn gần giống với cụm từ tiếng Anh là "To Anyone" hoặc "Twenty One". Vào năm 2015, có thông tin tiết lộ rằng trước khi thành lập nhóm, Bohyung của Spica và Linzy của Fiestar từng được đào tạo để trở thành những thành viên của nhóm, nhưng đã bị loại khỏi đội hình trước khi ra mắt.
Mini album đầu tiên 2NE1 (2009) của 2NE1 có 2 đĩa đơn đã được phát hành trước đó, trong đó đĩa đơn đầu tiên, "Lollipop", được thu âm với nhóm nhạc nam cùng công ty Big Bang và phát hành vào ngày 27 tháng 3 năm 2009, để quảng cáo cho điện thoại LG Cyon. Mặc dù đã ghi hình một video âm nhạc, "Lollipop" đã không được quảng bá và điều này đã gây ra vấn đề với tính đủ điều kiện của bảng xếp hạng. Đĩa đơn thứ hai, "Fire", được viết và sản xuất bởi Teddy Park của 1TYM. Nó được phát hành vào tháng 5 và bao gồm các yếu tố của hip hop và reggae. Hai phiên bản cho video âm nhạc của "Fire" đã được sản xuất — một phiên bản "space" và một phiên bản "street". Trong vòng 24 giờ đầu tiên phát hành, cả hai video đã đạt được hơn 1 triệu lượt xem. Bài hát "Fire" và "2NE1" cũng đã trở thành cụm từ tìm kiếm trực tuyến phổ biến. Đĩa đơn cuối cùng, "I Don't Care", được phát hành cùng với mini album cùng tên đầu tiên của nhóm vào tháng 7. Các hoạt động quảng bá đã nhanh chóng được diễn ra ngay sau đó để thể hiện hình ảnh mềm mại, nữ tính hơn của nhóm, đối lập với hình ảnh sắc sảo được miêu tả trước đó trong "Fire". "I Don't Care" đã trở thành bài hát được tải xuống nhiều nhất trong tháng đó, sau đó giành giải Bài hát của năm tại Mnet Asian Music Awards năm 2019.

2NE1 ghi hình cho video âm nhạc của "Can't Nobody" vào năm 2010.

Mặc dù các thành viên trong nhóm đã thu âm và phát hành sản phẩm solo của riêng họ vào tháng 8, nhưng 2NE1 đã trình diễn phiên bản reggae của "I Don't Care" trên Inkigayo vào tháng 9; phiên bản reggae trở nên phổ biến và nó được phát hành vào ngày 3 tháng 9 dưới dạng đĩa đơn kỹ thuật số. Được thúc đẩy bởi sự thành công của các đĩa đơn của nhóm, doanh số của 2NE1 đã đạt 100,000 bản vào cuối năm. 2NE1 sau đó đã biểu diễn tại Asia Song Festival, lần thứ 6, đại diện cho Hàn Quốc cùng với ba nhóm nhạc khác và giành được giải thưởng Tân binh châu Á xuất sắc nhất.
Vào tháng 2 năm 2010, 2NE1 phát hành "Try to Follow Me" dưới dạng đĩa đơn kỹ thuật số để quảng cáo cho điện thoại di động Samsung Corby với không thông báo trước hoặc quảng bá. Bài hát đạt vị trí số 1 trên Gaon Digital Chart. Vào giữa năm 2010, 2NE1 đã đến Los Angeles và London để thu âm các bài hát tiếng Anh cho album tiếng Anh đầu tay của nhóm với nhà sản xuất âm nhạc will.i.am của The Black Eyed Peas. Nhóm đã thu âm 10 bài hát trong những buổi thu âm đầu tiên của nhóm. Vào tháng 9 năm đó, nhóm đã phát hành album phòng thu đầu tiên To Anyone, ra mắt ở vị trí số 7 trên bảng xếp hạng album thế giới của Billboard. Trước khi phát hành, album đã nhận được 120,000 bản đặt trước. 4 trong số 12 bài hát của To Anyone đã được phát hành dưới dạng đĩa đơn; top 5 bản hit "Clap Your Hands", "Can't Nobody", "It Hurts (Slow)" và "Go Away". Bài hát thứ năm có tên "Don't Stop the Music" đã được thu âm như một "món quà đặc biệt dành cho người hâm mộ Thái Lan" và cũng được sử dụng để quảng bá cho hợp đồng quảng cáo Yamaha Fiore của nhóm. Tại Mnet Asian Music Awards năm 2010, 2NE1 đã giành được nhiều giải thưởng danh giá nhất trong số các nhóm nhạc tham dự lễ trao giải tối hôm đó, bao gồm "Nghệ sĩ của năm", "Video âm nhạc xuất sắc nhất" cho "Can't Nobody", "Nhóm nhạc nữ xuất sắc nhất" và giải "Album của năm".

### 2011–2012: Ra mắt tại Nhật Bản, đột phá và chuyến lưu diễn đầu tiên
Vào ngày 19 tháng 1 năm 2011, "Can't Nobody (phiên bản tiếng Anh)" được phát hành trên nhà bán lẻ kỹ thuật số Nhật Bản Recochoku dưới dạng nhạc chuông và nhạc chờ. Tháng sau, một video âm nhạc đi kèm đã có sẵn để tải xuống thông qua iTunes Nhật Bản. Đĩa đơn tiếng Nhật đầu tay "Go Away" của nhóm được phát hành dưới dạng nhạc chuông vào ngày 9 tháng 3, và sau đó được sử dụng làm bài hát chủ đề cho chương trình truyền hình Nhật Bản Mezamashi TV. Vào ngày 16 tháng 3, Mini album tiếng Hàn đầu tiên của 2NE1 đã có sẵn tại Nhật Bản; các hoạt động quảng bá đã bị hủy bỏ do trận động đất và sóng thần Tōhoku. 2NE1 ra mắt ở vị trí thứ 24 trên bảng xếp hạng Oricon, bán được 3,860 bản trong tuần đầu tiên phát hành. Kế hoạch ban đầu cho việc ra mắt chính thức tại Nhật Bản trên chương trình Music Station đã bị hoãn lại cho đến cuối năm đó do trận động đất, mặc dù nhóm đã tham gia chiến dịch "Pray for Japan" của Naver cùng với những người nổi tiếng Hàn Quốc khác để gây quỹ cho các nạn nhân động đất.

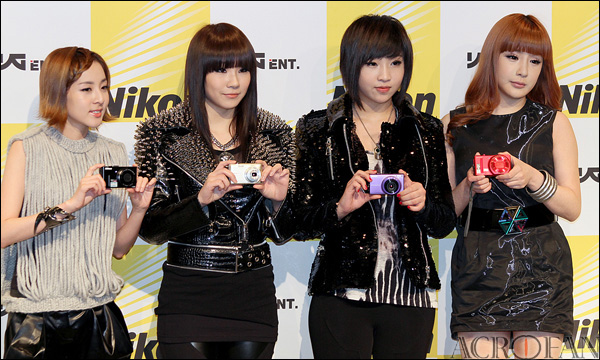
2NE1 tại một sự kiện của Nikon vào năm 2011.

Nhóm trở lại Nam Hàn và tiếp tục phát hành mini album thứ hai 2NE1 (2011), mang đến những bản hit quán quân "Lonely", "I Am the Best" — đồng thời giành giải "Bài hát của năm" tại Mnet Asian Music Awards năm 2011 — và "Ugly", cũng như bản hit "Hate You". Bản thân mini album đã là một thành công lớn, đứng đầu bảng xếp hạng Gaon và bán được hơn 108,000 bản. Spin Magazine đã xếp hạng mini album là album nhạc pop xuất sắc nhất thứ sáu của năm 2011, xếp trên Coldplay, Ellie Goulding và Rihanna. Sau khi kết thúc các đợt quảng bá vào tháng 8, 2NE1 đã tổ chức buổi hòa nhạc riêng đầu tiên bán cháy vé tại Hội trường Olympic ở Chamsil Olympic Park, Seoul, vào ngày 26, 27 và 28 tháng 8 trước khi bay về Nhật Bản.
Nhóm đã thu âm lại mini album thứ hai 2NE1 (2011) bằng tiếng Nhật; được tái phát hành với tên Nolza cùng năm, đạt vị trí số 1 trên bảng xếp hạng Oricon và bán được hơn 48,000 bản. Các phiên bản tiếng Nhật của "I Am the Best", "Hate You", "Go Away" và "Lonely" đã được phát hành dưới dạng đĩa đơn. Nhóm cũng bắt đầu chuyến lưu diễn Nhật Bản đầu tiên 2NE1 First Japan Tour – Nolza vào ngày 19 và 20 tháng 9 tại Yokohama Arena. That October, Tháng 10 năm đó, Iggy của MTV đã tổ chức một cuộc thi toàn cầu, trong đó 10 nhóm nhạc từ khắp nơi trên thế giới tranh tài trong một cuộc thi bình chọn cho danh hiệu "Nhóm nhạc mới xuất sắc nhất". Với bài hát "I Am the Best", 2NE1 đã được trao danh hiệu này vào ngày 10 tháng 11 năm 2011, đây là giải thưởng đầu tiên của nhóm tại Hoa Kỳ. 2NE1 đã biểu diễn tại Quảng trường Thời đại của thành phố New York vào tháng 12 để nhận vinh dự này. Cuối năm 2011, 2NE1 được đề cử tại Japan Record Awards cho "Nghệ sĩ mới xuất sắc nhất", thua nhóm nhạc nữ Nhật Bản Fairies.

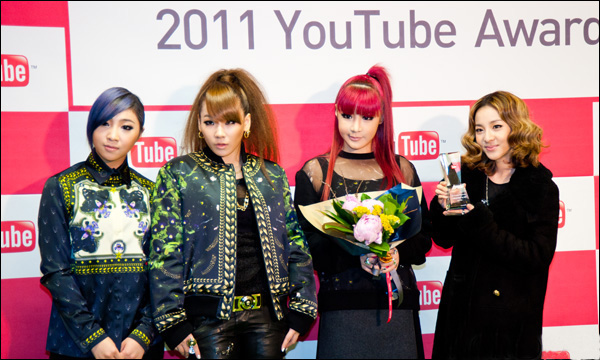
2NE1 tại YouTube K-pop Awards vào tháng 11 năm 2011.

Vào ngày 28 tháng 3 năm 2012, 2NE1 phát hành album phòng thu tiếng Nhật đầu tiên Collection cùng với đĩa đơn tiếng Nhật thứ hai "Scream". Album bao gồm các phiên bản tiếng Nhật của các bài hát tiếng Hàn của nhóm như "Love Is Ouch", "Fire" và "I Don't Care" và cover bản hit "Like A Virgin" năm 1984 của Madonna. Nhiều phiên bản của album đã được phát hành, một số phiên bản bao gồm một DVD chứa các video âm nhạc tiếng Nhật và tiếng Hàn của nhóm, theo trang web âm nhạc của Oricon. Album đạt vị trí số 5 trên bảng xếp hạng album hàng ngày của Oricon và tiếp tục bán được hơn 32,000 bản tại Nhật Bản.
Cuối năm đó, 2NE1 và nhóm nhạc nam cùng công ty Big Bang được mời biểu diễn lần đầu tiên tại lễ hội Springroove năm 2012 ở Nhật Bản cùng với một số nghệ sĩ hip hop hàng đầu của Hoa Kỳ và Nhật Bản. 2NE1 và nhóm nhỏ GD & TOP đã được mời biểu diễn tại lễ hội vào năm trước nhưng nó đã bị hủy bỏ do thảm kịch động đất và sóng thần ở Nhật Bản. 2NE1 cũng hợp tác với nhóm nhạc hip hop Nhật Bản M-Flo cho bài hát "She's So (Outta Control)", nằm trong album phòng thu thứ sáu Square One của M-Flo. "She's So (Outta Control)" được phát hành với tư cách là bài hát mở đường trong album trong hai tuần trước khi phát hành vào ngày 29 tháng 2 năm 2012. "She's So (Outta Control)" đạt vị trí số 43 trên bảng xếp hạng Billboard Japan Hot 100. Nhóm đã kết thúc các hoạt động quảng bá tại Nhật Bản bằng việc biểu diễn tại lễ trao giải MTV Video Music Awards Japan năm 2012, diễn ra vào ngày 23 tháng 6 tại Makuhari Messe, nơi 2NE1 đã giành được giải thưởng "Nghệ sĩ mới có video xuất sắc nhất" cho bài hát "I Am the Best". Đĩa đơn ngoài album "I Love You" đã được phát hành tại quê nhà của nhóm, đứng đầu bảng xếp hạng và trở thành đĩa đơn quán quân thứ sáu của nhóm. Tháng 12 năm đó, 2NE1 và Big Bang được xếp trong danh sách "Nhóm nhạc có phong cách xuất sắc nhất năm 2012" của MTV Style; hai nhóm nhạc của YG Entertainment là những nghệ sĩ châu Á duy nhất góp mặt trong danh sách xếp hạng 10 nhóm nhạc, bao gồm One Direction, The Wanted, Backstreet Boys, Spice Girls, Destiny's Child, Fun và No Doubt.

### 2013–2014: Hợp tác, thành công toàn cầu và chuyến lưu diễn thế giới

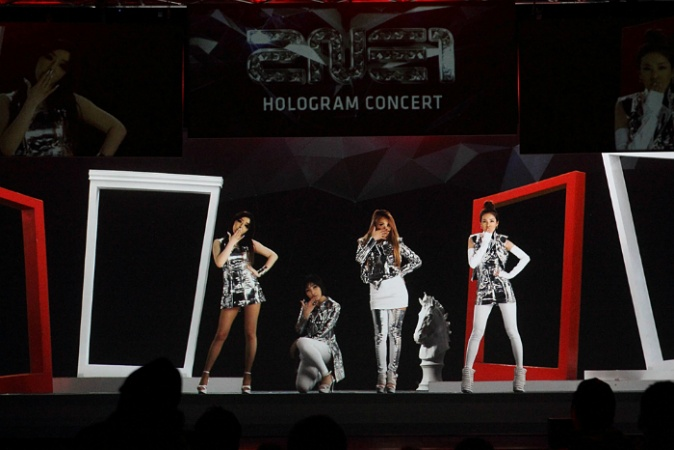
Hologram của 2NE1 tại Everland vào năm 2013.

Vào ngày 14 tháng 3 năm 2013, 2NE1 phát hành đĩa đơn tiếng Anh "Take the World On", đây là sản phẩm hợp tác với ca sĩ người Mỹ will.i.am. Bài hát trước đây đã được sử dụng trong một quảng cáo cho máy tính Intel Ultrabook. Vào ngày 21 tháng 3, trong một cuộc phỏng vấn với Elle, CL xác nhận nhóm vẫn chưa lên kế hoạch cho một album ở Hoa Kỳ nhưng muốn sản xuất thêm nhiều bài hát bằng tiếng Anh. Nhóm đã hợp tác với will.i.am lần thứ hai cho đĩa đơn "Gettin' Dumb", bao gồm apl.de.ap, người bạn cùng nhóm của anh. Bài hát xuất hiện trong album thứ hai #willpower của will.i.am, được phát hành vào ngày 23 tháng 4 năm 2013. Các đĩa đơn tiếp theo của 2NE1 được phát hành như đĩa đơn riêng lẻ và không gắn liền với một album, "Falling in Love" và "Missing You" trở thành đĩa đơn quán quân thứ bảy và thứ tám của nhóm. Đĩa đơn thứ ba ngoài album, "Do You Love Me", là bản hit top 3 của nhóm.
"Đối với album này, chúng tôi đã tự giam mình rất nhiều trong phòng thu và cống hiến 100%. Chúng tôi cũng đã trưởng thành rất nhiều với tư cách là phụ nữ kể từ album đầu tiên và bạn sẽ có thể nghe thấy điều đó trong bản thu âm này. Ngoài ra, vì tôi đã viết rất nhiều bản nhạc, nó thậm chí còn mang tính cá nhân hơn đối với nhóm so với những bản thu âm trước đây của chúng tôi." 
Vào tháng 1 năm 2014, 2NE1 xuất hiện trong một tập của chương trình The Bachelor và sau đó xuất hiện trong đêm chung kết của America's Next Top Model, được ghi hình tại Nam Hàn. Tháng sau, 2NE1 phát hành album phòng thu thứ hai Crush (2014). Đĩa đơn "Come Back Home" và "Happy" đồng thời được phát hành; "Come Back Home" đạt vị trí số 1 trên Gaon Singles Chart, trở thành bản hit quán quân thứ chín của nhóm. Đĩa đơn thứ ba của nhóm trong album, "Gotta Be You", được phát hành cùng với một video âm nhạc vào ngày 20 tháng 5. Crush đã bán được 5,000 bản trong 4 ngày ở Hoa Kỳ, đạt vị trí số 1 trên Billboard 200 và lập kỷ lục mới tại Hoa Kỳ cho "Album K-pop xếp hạng cao nhất và bán chạy nhất", đánh bại Girls' Generation và Big Bang. Vào ngày 26 tháng 6 năm 2014, 2NE1 phát hành phiên bản tiếng Nhật của Crush, đứng ở vị trí thứ 4 trên bảng xếp hạng album hàng ngày của Oricon.

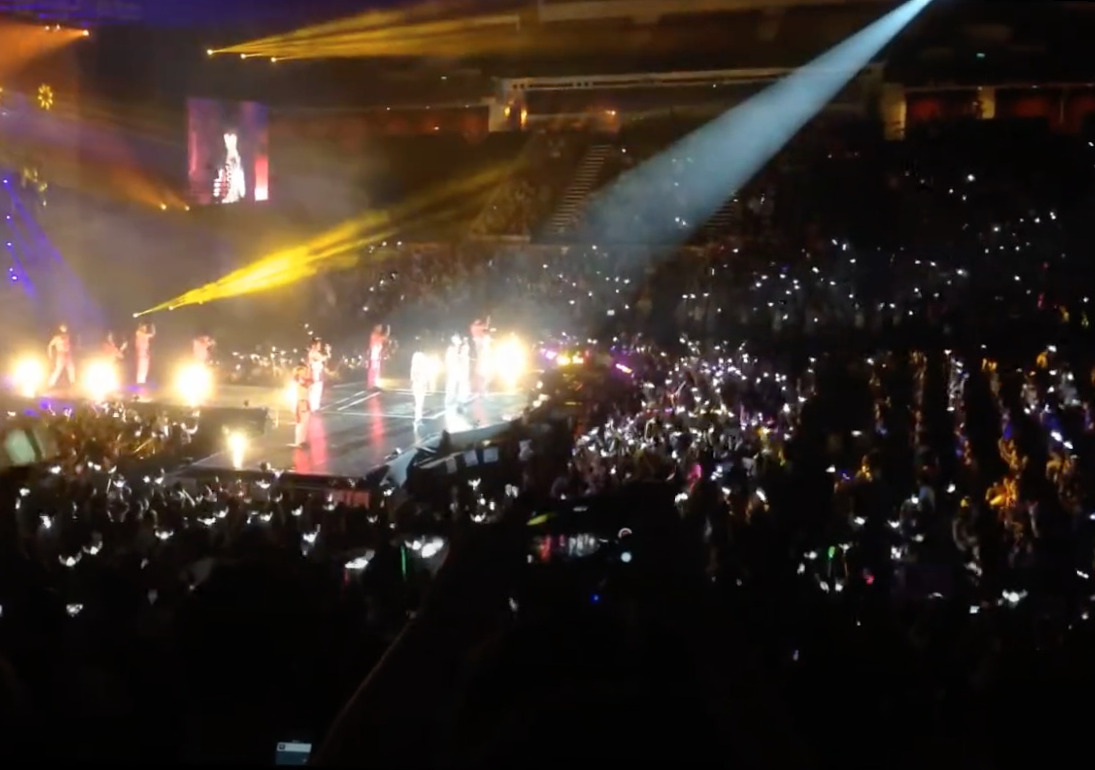
Chuyến lưu diễn thế giới All Or Nothing World Tour ở Singapore.

Sau khi phát hành Crush, nhóm đã tổ chức All Or Nothing World Tour, bao gồm các điểm dừng tại Trung Quốc, Singapore, Đài Loan, Thái Lan, Philippines, Nhật Bản, Malaysia và Indonesia. Từ tháng 3 đến tháng 10, nhóm đã tổ chức 20 buổi hòa nhạc trên 16 thành phố, với tổng cộng 180,000 người tham dự.
Đĩa đơn "I Am The Best" năm 2011 của 2NE1, được phát hành tại Hoa Kỳ vào ngày 11 tháng 12 bởi Capitol Records. Vào ngày 18 tháng 12, MTV Iggy đã trao giải "Bài hát của năm" cho "Gotta Be You". Nhóm đã nhận được sự công nhận trên toàn thế giới vào cuối năm 2014; Crush là kỷ lục duy nhất của một nghệ sĩ châu Á được vinh danh trong danh sách "40 album xuất sắc nhất năm 2014" của Fuse TV", và đứng đầu trong danh sách "album K-pop xuất sắc nhất năm 2014" của tạp chí Billboard. Album cũng đứng ở vị trí số 11 trên bảng xếp hạng World Album cuối năm của Billboard, trở thành lần ra mắt đầu tiên của một nhóm nhạc K-pop trong lịch sử bảng xếp hạng.

### 2015–2017: Hoạt động solo, Minzy rời nhóm và tan rã
Sau khi Bom gián đoạn sự nghiệp do vụ bê bối chất cấm năm 2014, các thành viên khác của 2NE1 bắt đầu rẽ hướng sang các hoạt động cá nhân, khiến nhóm tạm ngừng hoạt động. Dara tái lập sự nghiệp diễn xuất của mình bằng cách đóng vai chính trong các bộ phim truyền hình web như Dr.Ian và We Broke Up, cũng như Missing You của KBS. Minzy đã mở nhóm viện khiêu vũ Millennium Dance Academy. CL bắt đầu sự nghiệp solo tại Hoa Kỳ với việc phát hành đĩa đơn "Hello Bitches". Hoạt động duy nhất của nhóm trong năm 2015 là buổi biểu diễn bất ngờ tại Mnet Asian Music Awards năm 2015 ở Hồng Kông. Sau buổi biểu diễn solo "The Baddest Female" và  "Hello Bitches" của CL, tất cả các thành viên của 2NE1 đã tái hợp lại để biểu diễn "Fire" và "I Am the Best". Buổi biểu diễn đã trở thành buổi biểu diễn MAMA được xem nhiều nhất bởi bất kỳ nhóm nhạc nữ nào. Nó đã được hoan nghênh và kết quả là Fuse đã liệt kê nó là một trong những buổi biểu diễn xuất sắc nhất năm 2015. Mặc dù không trở lại, 2NE1 là nhóm nhạc K-pop được reblog thứ 16 trên Tumblr trong năm 2015, và Spotify đã đề cập đến cả 2NE1 và CL trong chiến dịch "Year in Music" của Twitter vì đạt được hơn 1 triệu người nghe. Nhóm cũng đã giành được chiến thắng tại Korea First Brand Awards năm 2016 của Trung Quốc cho "10 ngôi sao Hàn Quốc được mong đợi nhất năm 2016".
Sau một năm gián đoạn, YG Entertainment xác nhận sự ra đi của Minzy vào tháng 4 năm 2016, tuyên bố nhóm sẽ tiếp tục hoạt động như một bộ ba. Tuy nhiên, vào cuối tháng 11, công ty đã thông báo về sự tan rã của nhóm. CL và Dara vẫn ký hợp đồng với tư cách nghệ sĩ solo trong khi Bom không gia hạn hợp đồng. Đĩa đơn cuối cùng mang tên "Goodbye" được phát hành vào tháng 1 năm 2017 coi như một lời tạm biệt chân thành dành cho người hâm mộ của nhóm; lấy cảm hứng từ một bức thư CL viết cho Minzy sau khi cô rời nhóm. Bài hát đã đứng đầu bảng xếp hạng Billboard World Digital Songs.

### 2022-nay: Tái hợp tại Coachella, thông báo tái xuất
Vào ngày 17 tháng 4 năm 2022, 2NE1 bất ngờ xuất hiện và trình diễn ca khúc I Am the Best sau sân khấu của CL thuộc chuỗi sân khấu của công ty âm nhạc 88rising tại Coachella 2022. Đây là sân khấu đầu tiên của 2NE1 có đầy đủ cả 4 thành viên sau 6 năm kể từ khi nhóm tan rã vào năm 2016. Tờ The A.V. Club của Hoa Kì đã xếp hạng tiết mục là 1 trong 10 phần trình diễn Coachella xuất sắc nhất của năm.
Vào ngày 21 tháng 7 năm 2024, Công ty chủ quản 2NE1:YG Entertainment thông báo nhóm trở lại sau 7 năm. Nhóm cũng tổ chức concert tại Seoul (Hàn Quốc), Tokyo và Osaka (Nhật Bản) trong năm 2024 và world tour vào năm 2025.

## Thành viên

### Thông tin thành viên
| Nghệ danh | Nghệ danh | Tên khai sinh | Tên khai sinh | Vai trò                                                            | Ngày sinh         | Nơi sinh        | Quốc tịch |
| Latinh    | Hangul    | Latinh        | Hangul        | Vai trò                                                            | Ngày sinh         | Nơi sinh        | Quốc tịch |
| --------- | --------- | ------------- | ------------- | ------------------------------------------------------------------ | ----------------- | --------------- | --------- |
| CL        | 씨엘      | Lee Chae-rin  | 이채린        | Leader, Main Rapper, Lead Dancer, Lead Vocalist, Face of the Group | 26 tháng 2, 1991  | Seoul, Hàn Quốc | Hàn Quốc  |
| BOM       | 봄        | Park Bom      | 박봄          | Main Vocalist                                                      | 24 tháng 3, 1984  | Seoul, Hàn Quốc | Hàn Quốc  |
| DARA      | 다라      | Sandara Park  | 박산다라      | Vocalist, Sub Rapper, Visual                                       | 12 tháng 11, 1984 | Busan, Hàn Quốc | Hàn Quốc  |
| Minzy     | 민지      | Gong Minji    | 공민지        | Main Dancer, Lead Vocalist, Lead Rapper, Maknae                    | 18 tháng 1, 1994  | Seoul, Hàn Quốc | Hàn Quốc  |

## Nghệ thuật và hình tượng

### Phong cách âm nhạc và ảnh hưởng
2NE1 đã thu âm nhiều bài hát R&B với phong cách kết hợp các yếu tố của urban và dance-pop. Trong mini album đầu tay 2NE1 (2009) của 2NE1, nhóm được nhận xét là có phong cách đặc biệt và cá tính. Trong khi "Lollipop" được phân loại là nhạc pop, đĩa đơn đầu tay của nhóm "Fire" chủ yếu chịu ảnh hưởng của hip hop và "I Don't Care" chịu ảnh hưởng của reggae. Album trở lại To Anyone của nhóm được đánh dấu bằng sự chuyển hướng sang nhạc điện tử. "Go Away", đĩa đơn thành công nhất trong album, được xếp vào thể loại nhạc dance, một số bài hát, bao gồm "It Hurts (Slow)", là R&B, một phong cách khác cũng đặc trưng cho mini album đầu tiên của nhóm. Các đĩa đơn "Clap Your Hands", "Go Away" và "Can't Nobody" đã được ghi nhận nhờ những ấn tượng lâu dài của nhóm.
2NE1 đã nhắc đến The Spice Girls và TLC là những nguồn cảm hứng âm nhạc. Mỗi thành viên của nhóm đều được nhận xét là khác biệt về chất giọng, hình ảnh và phong cách thời trang; Park Bom đã nhắc đến nữ ca sĩ người Mỹ Beyoncé và Mariah Carey là những nghệ sĩ có ảnh hưởng chính đến cô vì giọng hát khỏe và biểu diễn đầy nội lực. Cô đã liệt kê hip hop và R&B là thể loại âm nhạc yêu thích của mình. Minzy nhắc đến ca sĩ Michael Jackson và Rihanna, trong khi trưởng nhóm CL nhắc đến nhà sản xuất Teddy Park và nghệ sĩ giải trí người Mỹ Madonna và chọn Lauryn Hill là hình mẫu của cô. Dara nhắc đến nữ ca sĩ kiêm diễn viên Uhm Jung-hwa là nguồn cảm hứng của cô và cô thần tượng Regine Velasquez, một ca sĩ nổi tiếng người Philippines. Dara cũng thích phong cách và âm nhạc của Britney Spears, nhắc đến nữ ca sĩ như là một hình mẫu của những bài hát mà cô thường hát khi lớn lên.

### Hình tượng

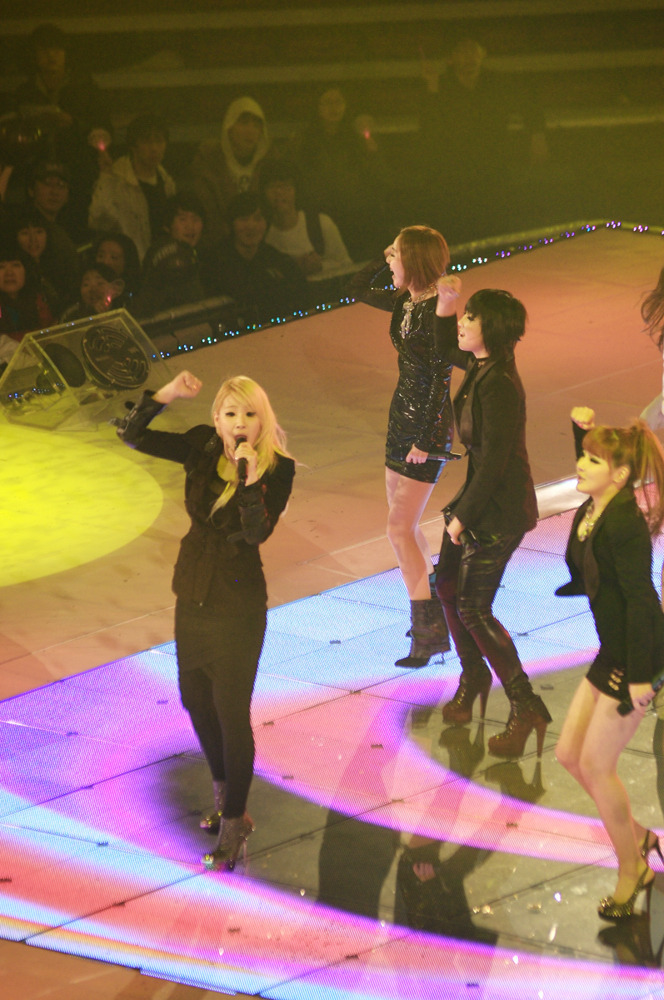
2NE1 tại MTV Daum Music Fest vào năm 2011.

Kể từ khi ra mắt với "Fire" vào năm 2009, 2NE1 đã được biết đến với phong cách của họ, với thần thái và khả năng biểu diễn trên sân khấu. Sau khi phát hành đĩa đơn đầu tay, nhóm đã được biết đến với hình tượng là "hip hop" và là phiên bản nữ của Big Bang; tuy nhiên, "I Don't Care" đã thay đổi nhận thức này thành quan niệm của những người phụ nữ mạnh mẽ và nữ tính. Sau khi phát hành video âm nhạc cho "It Hurts (Slow)", các thành viên đã được chú ý với trang phục màu đen, phong cách gothic, kiểu tóc quái dị và tóc giả. Zack Greenburg từ tạp chí kinh doanh Forbes của Hoa Kỳ đã mô tả 2NE1 là một nhóm nhạc pop đặc trưng bởi những bộ trang phục táo bạo, tươi sáng và to lớn, điệp khúc cuốn hút được nhấn nhá bằng những câu rap và một giọng nói "vênh váo trước mặt". Anh cũng coi nhóm là "lớn hơn Psy", ca sĩ của đĩa đơn ăn khách trên toàn thế giới "Gangnam Style".
Nhóm đã thu hút sự chú ý với phong cách thời trang kỳ lạ, nổi bật và được coi là những người tạo xu hướng và biểu tượng phong cách trong nước. Các thành viên trong nhóm đã sử dụng hình tượng của 2NE1 trong một số quảng cáo và chương trình quảng bá. Năm 2009, nhóm ký hợp đồng làm người mẫu với Fila cho một chiến dịch thương mại mới. Vào đầu tháng 5 năm 2013, trang web "2NE1Loves.com" được tung ra cùng với những video bí ẩn của các thành viên. Dự án sau đó được tiết lộ là 2NE1 Loves Shinsegae, một sự chứng thực cho một cửa hàng bách hóa và thương hiệu Chrome Hearts. Các bài hát của nhóm đã được sử dụng trong nhiều quảng cáo; "Lollipop" cho điện thoại LG Cyon, "Follow Me" cho Corby Folder của Samsung, và "Don't Stop the Music" cho Yamaha Fiore. "Go Away" được sử dụng làm bài hát chủ đề cho chương trình truyền hình Mezamashi TV của Nhật Bản. Sau hậu quả của trận động đất và sóng thần Tōhoku năm 2011, 2NE1 đã sử dụng hình tượng của nhóm cho chiến dịch "Pray for Japan" của Naver để giúp gây quỹ cho các nạn nhân.

## Ảnh hưởng và di sản
Được công nhận là đã phá vỡ hình ảnh khuôn mẫu của nhóm nhạc nữ K-pop, 2NE1 được biết đến là người đi tiên phong trong khái niệm "girl crush". Ngược lại với những định kiến về phụ nữ "sexy" hay "dễ thương", nhóm được cho là đã viết lại lịch sử và mang đến sự mở rộng phong cách nhóm nhạc nữ trong ngành. Rolling Stone gọi họ là "không thể phủ nhận là một trong những nghệ sĩ có ảnh hưởng nhất" trong thời đại của họ, mở rộng phạm vi âm nhạc của K-pop và tuyên bố rằng trong quá trình này, họ "đã tạo ra ảnh hưởng rất lớn đến thế hệ nghệ sĩ" sau họ. Tamar Herman từ Billboard nhận xét rằng "thái độ nữ tính và khái niệm âm nhạc sáng tạo của 2NE1 đã mở đường cho một thế hệ ngôi sao K-pop mới." Tạp chí xếp 2NE1 trong số các nhóm nhạc nữ K-pop hàng đầu thập kỷ; "bộ tứ thống trị K-pop với sức hút mãnh liệt ngay từ ngày đầu" và "phong cách hip-pop mạnh mẽ của 2NE1 đã khởi đầu sự nghiệp đưa nhóm lên tầm cao thiên văn và mở đường cho một khía cạnh được trao quyền nhiều hơn cho các nhóm nhạc nữ K-pop." Fuse nhấn mạnh âm nhạc gây nghiện và phong cách thời trang tiên tiến của họ, đồng thời cho biết họ "dẫn đầu cho sự phát triển quốc tế của nhạc pop và hip hop Hàn Quốc." South China Morning Post gọi họ là một trong những nhóm nhạc nữ mang tính biểu tượng nhất trong thời đại của họ, nơi họ "chứng minh tính nghệ thuật của mình thông qua hình ảnh sắc sảo, ý tưởng độc đáo và âm thanh linh hoạt, đồng thời trở thành một trong những nhóm nhạc có sức ảnh hưởng nhất của K-pop."
Rolling Stone Korea gọi 2NE1 là nhóm nhạc huyền thoại, nhưng sau khi tan rã, "cuối cùng đã được vinh danh trên đại sảnh danh vọng của K-pop" khi "K-pop chào đón một thế hệ mới." Tác phẩm của nhóm đã được công nhận trên toàn cầu—Caitlin Kelley của Billboard đã gọi "I Am the Best" là "một trong những concept girl crush mang tính biểu tượng nhất ở nhiều cấp độ", trong khi Tom Breihan của Stereogum xếp video của nó là video âm nhạc hay thứ 2 trong những năm 2010. Năm 2012, tạp chí Spin xếp hạng bài hát tương tự cùng với "Ugly" lần lượt là các bài hát K-pop hay thứ ba và thứ chín mọi thời đại. Pitchfork gọi "Missing You" là một trong 20 bài hát quan trọng của K-pop trong khi "I Am the Best" được coi là một trong 45 bài hát nổi bật trong lịch sử nhóm nhạc nữ. Billboard xếp bài hát thứ hai và "I Love You" là bài hát K-pop hay thứ tư và thứ 67 trong những năm 2010, lưu ý đến tính linh hoạt của 2NE1 và khả năng "[đã] vượt qua rào cản ngôn ngữ" của họ. "Fire" và "I Am the Best" đã được các chuyên gia trong ngành âm nhạc đánh giá là một số bài hát tiêu biểu của thể loại này dành cho nhóm nhạc nữ trong Melon và danh sách top 100 Những kiệt tác K-pop mọi thời đại của Seoul Shinmun, "thắp lửa" cho một "thái độ hoàn toàn mới" đối với âm nhạc của các nhóm nhạc nữ K-pop. GQ vinh danh "I Am the Best" là một trong 24 bài hát định hình thập kỷ trên toàn thế giới trong khi British GQ gọi 2NE1 là một trong những người thay đổi cuộc chơi của ngành công nghiệp K-pop trong những năm 2010.
Nhiều ấn phẩm truyền thông khác nhau như The Independent, Billboard và Official UK Charts, đã gọi họ là "Nữ hoàng K-pop". Sau khi bộ tứ tan rã vào cuối năm 2016, tổng biên tập webzine Idology viết rằng nhóm đã xây dựng được hình ảnh mới về nữ thần tượng Hàn Quốc và tiến xa nhất, tạo dựng nên một cộng đồng fan K-pop ở nước ngoài. Nhà phê bình âm nhạc Kim Yun-ha đã viết rằng "câu nói 'gợi nhớ đến 2NE1' sẽ mãi mãi là lời ca ngợi vĩnh viễn của những nhà cách mạng K-pop". 2NE1 đã được nhiều người coi là người có ảnh hưởng hoặc nguồn cảm hứng cho nhiều nghệ sĩ trong đó có (G)I-dle, Blackpink, Mamamoo, Jeremy Scott, Diplo, Chungha, Ailee, Jeon Somi, Choi Yena, Seunghee của Oh My Girl, Choi Yoo-jung, Woo!ah!, Lapillus, Secret Number, Chocolat, Dal Shabet, Stellar, Jane của Momoland, Vivi của Loona, Lia của Itzy, Hyeongshin của Hot Issue, Tsuki của Billlie, Dayoung của WJSN, Kim Na-kyoung của TripleS, và Sio của Fifty Fifty. Trong cuộc phỏng vấn với Allure vào tháng 2 năm 2021, Key của Shinee đã đề cập rằng phong cách của các fan nữ của nhóm bị ảnh hưởng bởi các nhóm nhạc nam, anh cũng lấy cảm hứng từ 2NE1.

## Danh sách đĩa nhạc
- To Anyone (2010)
- Collection (2012)
- Crush (2014)

## Chuyến lưu diễn

### Chuyến lưu diễn chính
- The Party in Philippines (2011)
- Nolza (2011)
- New Evolution Global Tour (2012)

##### All or Nothing World Tour (2014)
| Ngày                      | Thành phố             | Quốc gia     | Địa điểm                                     | Khán giả |
| ------------------------- | --------------------- | ------------ | -------------------------------------------- | -------- |
| Ngày 1 tháng 3 năm 2014   | Seoul                 | Hàn Quốc     | SK Olympic Handball Gymnasium                | 12,000   |
| Ngày 2 tháng 3 năm 2014   | Seoul                 | Hàn Quốc     | SK Olympic Handball Gymnasium                | 12,000   |
| Ngày 22 tháng 3 năm 2014  | Hồng Kông             | Trung Quốc   | AsiaWorld–Arena                              | 8,000    |
| Ngày 11 tháng 4 năm 2014  | Thượng Hải            | Trung Quốc   | Sân vận động trong nhà Thượng Hải            |          |
| Ngày 19 tháng 4 năm 2014  | Bắc Kinh              | Trung Quốc   | Nhà thi đấu Ngũ Khỏa Tùng                    |          |
| Ngày 26 tháng 4 năm 2014  | Đài Bắc               | Đài Loan     | Phòng tập thể dục của trường Đại học Đài Bắc | 6,300    |
| Ngày 27 tháng 4 năm 2014  | Đài Bắc               | Đài Loan     | Phòng tập thể dục của trường Đại học Đài Bắc | 6,300    |
| Ngày 17 tháng 5 năm 2014  | Manila                | Phillippines | SM Mall of Asia Arena                        |          |
| Ngày 24 tháng 5 năm 2014  | Kuala Lumpur          | Malaysia     | Sân vận động Negara                          | 4,000    |
| Ngày 8 tháng 6 năm 2014   | Jakarta               | Indonesia    | Sân vận động quốc tế Mata Elang              | 8,000    |
| Ngày 28 tháng 6 năm 2014  | Singapore             | Singapore    | Sân vận động trong nhà Singapore             | 7,500    |
| Ngày 5 tháng 7 năm 2014   | Yokohama              | Nhật Bản     | Sân vận động Yokohama                        |          |
| Ngày 6 tháng 7 năm 2014   | Yokohama              | Nhật Bản     | Sân vận động Yokohama                        |          |
| Ngày 12 tháng 7 năm 2014  | Kobe                  | Nhật Bản     | World Memorial Hall                          |          |
| Ngày 13 tháng 7 năm 2014  | Kobe                  | Nhật Bản     | World Memorial Hall                          |          |
| Ngày 2 tháng 8 năm 2014   | Yangon                | Myanmar      | Công viên sự kiện Myanmar                    | 10,000   |
| Ngày 10 tháng 8 năm 2014  | Thành Phố Hồ Chí Minh | Việt Nam     | Nhà thi đấu Phú Thọ                          |          |
| Ngày 23 tháng 8 năm 2014  | Băng Cốc              | Thái Lan     | Impact Arena                                 |          |
| Ngày 20 tháng 9 năm 2014  | Quảng Châu            | Trung Quốc   | Nhà thi đấu thể thao quốc tế Quảng Châu      |          |
| Ngày 17 tháng 10 năm 2014 | Ma Cao                | Trung Quốc   | Cotai Arena                                  |          |

##### Welcome Back Tour (2024-2025)
| Ngày                      | Thành phố             | Quốc gia    | Địa điểm                                | Khán giả |
| ------------------------- | --------------------- | ----------- | --------------------------------------- | -------- |
| Ngày 4 tháng 10 năm 2024  | Seoul                 | Hàn Quốc    | Nhà thi đấu Olympic                     | 12,000   |
| Ngày 5 tháng 10 năm 2024  | Seoul                 | Hàn Quốc    | Nhà thi đấu Olympic                     | 12,000   |
| Ngày 6 tháng 10 năm 2024  | Seoul                 | Hàn Quốc    | Nhà thi đấu Olympic                     | 12,000   |
| Ngày 16 tháng 11 năm 2024 | Manila                | Philippines | SM Mall of Asia Arena                   |          |
| Ngày 17 tháng 11 năm 2024 | Manila                | Philippines | SM Mall of Asia Arena                   |          |
| Ngày 22 tháng 11 năm 2024 | Jakarta               | Indonesia   | Sân vận động quốc tế Beach City         |          |
| Ngày 23 tháng 11 năm 2024 | Jakarta               | Indonesia   | Sân vận động quốc tế Beach City         |          |
| Ngày 29 tháng 11 năm 2024 | Kobe                  | Nhật Bản    | World Memorial Hall                     |          |
| Ngày 30 tháng 11 năm 2024 | Kobe                  | Nhật Bản    | World Memorial Hall                     |          |
| Ngày 1 tháng 12 năm 2024  | Kobe                  | Nhật Bản    | World Memorial Hall                     |          |
| Ngày 8 tháng 12 năm 2024  | Hồng Kông             | Trung Quốc  | AsiaWorld–Arena                         |          |
| Ngày 13 tháng 12 năm 2024 | Tokyo                 | Nhật Bản    | Đấu trường Ariake                       |          |
| Ngày 14 tháng 12 năm 2024 | Tokyo                 | Nhật Bản    | Đấu trường Ariake                       |          |
| Ngày 15 tháng 12 năm 2024 | Tokyo                 | Nhật Bản    | Đấu trường Ariake                       |          |
| Ngày 21 tháng 12 năm 2024 | Singapore             | Singapore   | Sân vận động trong nhà Singapore        | 17,000   |
| Ngày 22 tháng 12 năm 2024 | Singapore             | Singapore   | Sân vận động trong nhà Singapore        | 17,000   |
| Ngày 25 tháng 1 năm 2025  | Băng Cốc              | Thái Lan    | Phòng triển lãm Impact 5–6              |          |
| Ngày 26 tháng 1 năm 2025  | Băng Cốc              | Thái Lan    | Phòng triển lãm Impact 5–6              |          |
| Ngày 1 tháng 2 năm 2025   | Kuala Lumpur          | Malaysia    | Sân vận động khúc côn cầu quốc gia      |          |
| Ngày 8 tháng 2 năm 2025   | Đài Bắc               | Đài Loan    | Nhà thi đấu Lâm Khẩu                    | 18,000   |
| Ngày 9 tháng 2 năm 2025   | Đài Bắc               | Đài Loan    | Nhà thi đấu Lâm Khẩu                    | 18,000   |
| Ngày 15 tháng 2 năm 2025  | Thành phố Hồ Chí Minh | Việt Nam    | Trung tâm triển lãm và hội nghị Sài Gòn | 16,000   |
| Ngày 16 tháng 2 năm 2025  | Thành phố Hồ Chí Minh | Việt Nam    | Trung tâm triển lãm và hội nghị Sài Gòn | 16,000   |
| Ngày 22 tháng 2 năm 2025  | Ma Cao                | Trung Quốc  | Cotai Arena                             |          |
| Ngày 23 tháng 2 năm 2025  | Ma Cao                | Trung Quốc  | Cotai Arena                             |          |
| Ngày 12 tháng 4 năm 2025  | Seoul                 | Hàn Quốc    | Nhà thi đấu Thể dục dụng cụ Olympic     |          |
| Ngày 13 tháng 4 năm 2025  | Seoul                 | Hàn Quốc    | Nhà thi đấu Thể dục dụng cụ Olympic     |          |

### Chuyến lưu diễn khác
- YG Family Concert (2010)
- YG Family 15th Anniversary Concert (2011–2012)
- YG Family World Tour: Power (2014)

## Danh sách phim

### Phim điện ảnh
| Năm  | Tên         | Ghi chú   |
| ---- | ----------- | --------- |
| 2009 | Style       | Khách mời |
| 2009 | Girlfriends | Khách mời |

### Chương trình thực tế
| Năm  | Tên                                | Kênh        |
| ---- | ---------------------------------- | ----------- |
| 2009 | 2NE1TV                             | Mnet        |
| 2010 | 2NE1TV Season 2                    | Mnet        |
| 2011 | 2NE1TV Live: Worldwide Season 3    | Mnet        |
| 2014 | America's Next Top Model Season 21 | CBS         |
| 2014 | The Bachelor Season 18             | ABC         |
| 2014 | The Tim Yap Show                   | GMA Network |

## Giải thưởng và đề cử
Khi 2NE1 ra mắt, bài hát "Fire" của nhóm và những buổi biểu diễn trực tiếp sau đó đã được gọi là độc đáo và ấn tượng. Nhóm đã giành được nhiều giải thưởng trên các chương trình âm nhạc hàng tuần, chẳng hạn như Inkigayo và Music Bank. "Fire" cũng giành được cho nhóm giải Bài hát của tháng và Tân binh của tháng vào tháng 5 năm 2009. "I Don't Care" đã mang lại cho nhóm thành công và sự công nhận tương tự, đồng thời giúp 2NE1 giành giải Bài hát của năm tại Mnet Asian Music Awards năm 2009. Cùng năm, nhóm đã giành chiến thắng tại Cyworld Digital Music Awards với giải Nghệ sĩ bán chạy nhất, Nhóm nhạc tân binh xuất sắc nhất, giải Bonsang và Bài hát xuất sắc nhất cho "I Don't Care". Nhóm cũng đã được đề cử tại Golden Disk Awards năm 2009 cho giải thưởng Phổ biến, Tân binh và Bonsang kỹ thuật số. Tại Melon Music Awards, nhóm là nghệ sĩ mới duy nhất chiến thắng trong danh sách 10 nghệ sĩ Hàn Quốc hàng đầu và giải Nghệ sĩ mới xuất sắc nhất. Nhóm đã giành được giải thưởng cho Sân khấu của năm, Album của năm, Bài hát của năm tại GQ Awards năm 2009.
2NE1 đã giành được giải thưởng Nghệ sĩ của năm và Album của năm đầu tiên cho To Anyone tại Mnet Asian Music Awards năm 2010, đồng thời giành giải Nhóm nhạc nữ xuất sắc nhất và Video âm nhạc xuất sắc nhất cho "Can't Nobody". Nhóm là nghệ sĩ đầu tiên giành được cả 3 giải thưởng Daesang tại Mnet Asian Music Awards.
Vào ngày 29 tháng 11 năm 2011, 2NE1 đã giành được giải Nhóm nhạc có giọng ca xuất sắc nhất cho bài hát "Lonely" và lần thứ hai được trao giải Bài hát của năm cho "I Am the Best" tại Mnet Asian Music Awards năm 2011. Sau buổi lễ, 2NE1 đã được ghi nhận khi giành được nhiều giải thưởng Daesang nhất cho nghệ sĩ nữ trong lịch sử MAMA với 4 lần chiến thắng (2 giải Bài hát của năm, 1 giải Album của năm và 1 giải Nghệ sĩ của năm).
|}

## Chương trình âm nhạc

### M Countdown
| Năm  | Ngày        | Bài hát           |
| ---- | ----------- | ----------------- |
| 2009 | 23 tháng 7  | "I DON'T CARE"    |
| 2009 | 6 tháng 8   | "I DON'T CARE"    |
| 2009 | 13 tháng 8  | "I DON'T CARE"    |
| 2009 | 27 tháng 8  | "I DON'T CARE"    |
| 2010 | 16 tháng 9  | "CLAP YOUR HANDS" |
| 2010 | 23 tháng 9  | "CAN'T NOBODY"    |
| 2010 | 30 tháng 9  | "CAN'T NOBODY"    |
| 2010 | 7 tháng 10  | "CAN'T NOBODY"    |
| 2011 | 4 tháng 8   | "UGLY"            |
| 2013 | 18 tháng 7  | "FALLING IN LOVE" |
| 2013 | 15 tháng 8  | "DO YOU LOVE ME"  |
| 2013 | 28 tháng 11 | "MISSING YOU"     |
| 2013 | 5 tháng 12  | "MISSING YOU"     |
| 2014 | 20 tháng 3  | "COME BACK HOME"  |
| 2014 | 27 tháng 3  | "COME BACK HOME"  |

### Music Bank
| Năm  | Ngày       | Bài hát         |
| ---- | ---------- | --------------- |
| 2009 | 17 tháng 7 | "I DON'T CARE"  |
| 2009 | 24 tháng 7 | "I DON'T CARE"  |
| 2009 | 31 tháng 7 | "I DON'T CARE"  |
| 2009 | 7 tháng 8  | "I DON'T CARE"  |
| 2009 | 14 tháng 8 | "I DON'T CARE"  |
| 2010 | 17 tháng 9 | "CAN'T NOBODY"  |
| 2010 | 24 tháng 9 | "GO AWAY"       |
| 2010 | 1 tháng 10 | "GO AWAY"       |
| 2011 | 5 tháng 8  | "I AM THE BEST" |

### Show! Music Core
| Năm  | Ngày        | Bài hát           |
| ---- | ----------- | ----------------- |
| 2013 | 20 tháng 7  | "FALLING IN LOVE" |
| 2013 | 30 tháng 11 | "MISSING YOU"     |

### Inkigayo
| Năm  | Ngày        | Bài hát           |
| ---- | ----------- | ----------------- |
| 2009 | 14 tháng 6  | "FIRE"            |
| 2009 | 21 tháng 6  | "FIRE"            |
| 2009 | 26 tháng 7  | "I DON'T CARE"    |
| 2009 | 2 tháng 8   | "I DON'T CARE"    |
| 2009 | 9 tháng 8   | "I DON'T CARE"    |
| 2009 | 23 tháng 8  | "I DON'T CARE"    |
| 2010 | 19 tháng 9  | "CAN'T NOBODY"    |
| 2010 | 26 tháng 9  | "CAN'T NOBODY"    |
| 2010 | 3 tháng 10  | "CAN'T NOBODY"    |
| 2010 | 10 tháng 10 | "GO AWAY"         |
| 2011 | 29 tháng 5  | "LONELY"          |
| 2011 | 17 tháng 7  | "I AM THE BEST"   |
| 2011 | 7 tháng 8   | "UGLY"            |
| 2011 | 14 tháng 8  | "UGLY"            |
| 2013 | 21 tháng 7  | "FALLING IN LOVE" |
| 2013 | 1 tháng 12  | "MISSING YOU"     |
| 2013 | 8 tháng 12  | "MISSING YOU"     |
| 2014 | 16 tháng 3  | "COME BACK HOME"  |